# Ostbahnhof (Küstriner Bahnhof)

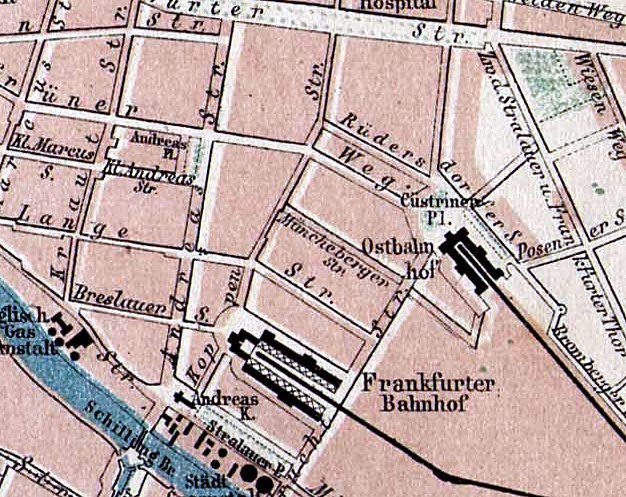
Ligging van het oude en het huidige Ostbahnhof (toen Frankfurter Bahnhof geheten) op een kaart uit 1875

Het Ostbahnhof, onofficieel ook Küstriner Bahnhof genoemd, is een voormalig spoorwegstation in Berlijn. Het oude Ostbahnhof, geopend in 1867 en in 1944 door bommen verwoest, is niet te verwarren met het huidige, iets zuidelijker gelegen Berlin Ostbahnhof, dat deze naam pas in 1950 kreeg.
Het station, gelegen nabij de huidige Franz-Mehring-Platz en de Straße der Pariser Kommune, opende op 1 oktober 1867 als het Berlijnse eindpunt van de Preußische Ostbahn, die de Pruisische hoofdstad via Küstrin verbond met West-Pruisen, Koningsbergen en Rusland. De hal van het Ostbahnhof, 188 meter lang en 38 meter breed, verrees naar een ontwerp van Adolf Lohse (1807–1867) en Hermann Cuno (1831–1896), die het werk van Lohse na diens dood overnam.
Voor het personenvervoer zou het Ostbahnhof slechts vijftien jaar dienstdoen. Na de opening in 1882 van de Stadtbahn, die doorgaand treinverkeer in oost-westrichting door Berlijn mogelijk maakte, werden de treinen van de Preußische Ostbahn namelijk naar het Schlesischer Bahnhof (voorheen Frankfurter Bahnhof, het huidige Ostbahnhof) geleid. Het emplacement van het oude Ostbahnhof bleef alleen in gebruik voor het goederenvervoer. In 1950 werd het goederenstation samengevoegd met het sinds 1903 iets ten noorden van het Schlesischer Bahnhof gelegen Wriezener Bahnhof en hernoemd tot Wriezener Güterbahnhof.
De stationshal werd na de sluiting gebruikt als loods en wooncomplex. Tussen 1928 en 1929 liet het variétégezelschap Plaza het gebouw echter ombouwen tot een theater met ongeveer 3000 plaatsen. In 1938 werd het complex overgenomen door de nationaalsocialistische organisatie Kraft durch Freude.
De Tweede Wereldoorlog betekende het einde voor het voormalige station: in 1944 werd het tijdens een bombardement verwoest, na de oorlog brak men de resten van het gebouw af. Op de locatie van het oude Ostbahnhof verrees aan het einde van de zestiger jaren het hoofdkantoor van de Oost-Duitse krant Neues Deutschland.